# Bev Perdue
Beverly Eaves "Bev" Perdue (Grundy, Virginia, 14 de enero de 1947) es una política estadounidense del Partido Demócrata. De 2009 a 2013 ocupó el cargo de gobernadora de Carolina del Norte.